# Discografia lui Chris Brown
Această pagină reprezină discografia cântărețului american Chris Brown. Acesta a lansat două albume de studio și șaisprezece single-uri, dintre care unsprezece solo. Artistul a debutat în 2005, cu piesa Run It! care a devenit în scurt timp un succes, atingând prima poziție în clasamentele din SUA, Noua Zeelandă și Australia. Această piesă face parte de pa albumul de debut, intitulat, Chris Brown. Albumul s-a vândut în peste trei milioane de exemplare la nivel mondial. Cel material discografic, intitulat, Exclusive a fost lansat în noiembrie 2007. De pe acest album fac parte cel de-al doilea single #1 în Billboard Hot 100, Kiss Kiss, cel mai bine clasat single la nivel mondial al artistului, With You și primul #1 în Irlanda, Forever. Albumul s-a vândut în aproape 2,5 milioane de exemplare la nivel mondial.

## Albume
| Anul | Title                                          | Poziția Maximă Obținută | Poziția Maximă Obținută | Poziția Maximă Obținută | Poziția Maximă Obținută | Poziția Maximă Obținută | Poziția Maximă Obținută | Poziția Maximă Obținută | Poziția Maximă Obținută | Poziția Maximă Obținută | Vânzări                                  |
| Anul | Title                                          | U.S.                    | SUA R&B                 | UK                      | IRL                     | NZL                     | AUS                     | ELV                     | EU                      | UWC                     | Vânzări                                  |
| ---- | ---------------------------------------------- | ----------------------- | ----------------------- | ----------------------- | ----------------------- | ----------------------- | ----------------------- | ----------------------- | ----------------------- | ----------------------- | ---------------------------------------- |
| 2005 | Chris Brown - Formate: CD, descărcare digitală | 2                       | 1                       | 29                      | 71                      | 8                       | 56                      | 18                      | -                       | 15                      | - Vânzări la nivel mondial: 3,000,000    |
| 2007 | Exclusive - Formate: CD, descărcare digitală   | 4                       | 2                       | 3                       | 2                       | 3                       | 5                       | 45                      | 5                       | 4                       | - Vânzări la nivel mondial: 2,5 milioane |

## Single-uri
| Anul                                                | Single                  | Poziții obținute | Poziții obținute | Poziții obținute | Poziții obținute | Poziții obținute | Poziții obținute | Poziții obținute | Poziții obținute | Poziții obținute | Poziții obținute | Poziții obținute | Poziții obținute | Poziții obținute | Poziții obținute | Puncte obținute | Album                          |
| Anul                                                | Single                  | SUA              | SUA R&B          | SUA Pop          | CAN              | UK               | IRE              | AUS              | NZL              | GER              | FRA              | POR              | BRA              | EU               | UWC              | Puncte obținute | Album                          |
| --------------------------------------------------- | ----------------------- | ---------------- | ---------------- | ---------------- | ---------------- | ---------------- | ---------------- | ---------------- | ---------------- | ---------------- | ---------------- | ---------------- | ---------------- | ---------------- | ---------------- | --------------- | ------------------------------ |
| 2005                                                | Run It!                 | 1                | 1                | 1                | 1                | 2                | 2                | 1                | 1                | 5                | 19               | —                | 34               | 1                | 4                | 3,900,000       | Chris Brown                    |
| 2005                                                | Yo (Excuse Me Miss)     | 7                | 2                | 16               | 47               | 13               | 15               | 10               | 9                | 56               | —                | —                | —                | 58               | 30               | 664,000         | Chris Brown                    |
| 2006                                                | Gimme That              | 15               | 5                | 25               | 21               | 23               | 26               | —                | —                | —                | 45               | 15               | 9                | 123              | —                | —               | Chris Brown                    |
| 2006                                                | Say Goodbye             | 10               | 1                | 17               | —                | —                | —                | —                | —                | —                | —                | 20               | 7                | —                | 33               | 390,000         | Chris Brown                    |
| 2006                                                | Poppin'                 | 42               | 5                | 95               | —                | —                | —                | —                | —                | —                | —                | —                | —                | —                | —                | —               | Chris Brown                    |
| 2007                                                | Wall to Wall            | 79               | 22               | 32               | —                | 75               | 47               | 21               | 15               | 59               | —                |                  | 1                | —                | —                | —               | Exclusive                      |
| 2007                                                | Kiss Kiss               | 1                | 2                | 3                | 6                | 38               | 19               | 8                | 1                | —                | —                | 40               | 1                | 185              | 6                | 2,876,000       | Exclusive                      |
| 2007                                                | With You                | 2                | 5                | 2                | 2                | 8                | 3                | 5                | 1                | 33               | 11               | 4                | 1                | 11               | 6                | 4,339,000       | Exclusive                      |
| 2008                                                | Take You Down           | 43               | 4                | —                | —                | —                | —                | —                | 7                | —                | —                | —                | —                | —                | —                | —               | Exclusive                      |
| 2008                                                | Forever                 | 2                | 66               | 1                | 2                | 4                | 1                | 7                | 1                | 20               | —                | 21               | 1                | 17               | 4                | 3,377,000       | Exclusive                      |
| 2008                                                | Superhuman              | —                | —                | —                | —                | —                | —                | —                | 16               | —                | —                | —                | —                | —                | —                | —               | Exclusive                      |
| Single-uri realizate în colaborare cu alți artiști. |                         |                  |                  |                  |                  |                  |                  |                  |                  |                  |                  |                  |                  |                  |                  |                 |                                |
| 2006                                                | Shortie Like Mine       | 9                | 2                | 12               | —                | —                | —                | 36               | 2                | —                | —                | —                | —                | —                | 50               |                 | The Price of Fame              |
| 2008                                                | No Air                  |                  |                  |                  |                  |                  |                  |                  |                  |                  |                  |                  |                  |                  |                  |                 | Jordin Sparks                  |
| 2008                                                | Shawty Get Loose        |                  |                  |                  |                  |                  |                  |                  |                  |                  |                  |                  |                  |                  |                  |                 | VYP: Voice of the Young People |
| 2008                                                | Get Like Me             |                  |                  |                  |                  |                  |                  |                  |                  |                  |                  |                  |                  |                  |                  |                 | The Greatest Story Ever Told   |
| 2008                                                | What Them Girls Like    |                  |                  |                  |                  |                  |                  |                  |                  |                  |                  |                  |                  |                  |                  |                 | Theater of the Mind            |
| 2008                                                | Make the World Go Round |                  |                  |                  |                  |                  |                  |                  |                  |                  |                  |                  |                  |                  |                  |                 | Untitled                       |

|}